# Милі кості (фільм)
«Милі кістки» (англ. The Lovely Bones) — американський кінофільм Пітера Джексона 2009 року, екранізація однойменного роману американської письменниці Еліс Сіболд.
Прем'єра фільму відбулася 26 грудня 2009 року в Новій Зеландії, світова прем'єра — в січні 2010. В Україні фільм уперше було показано 25 лютого 2010 року.

## Сюжет
Події фільму відбуваються в 1973 році в Пенсільванії (США).
Головна героїня — 14-річна Сьюзі Селмон. Дівчинка мешкає в будинку з татом (Джек Селмон), мамою (Ебігейл Селмон), старшою сестрою (Ліндсі) та молодшим братом (Баклі). Вона захоплюється фотографією та мріє стати фотографом. Батьки подарували їй фотокамеру, та вона швидко використала всі плівки. Вони пообіцяли Сьюзі проявляти по плівці на місяць.
Дівчина вперше в житті закохалася в хлопця-мулата зі своєї школи (його звали Рей). Сьюзі відвідувала кіноклуб у школі. Після перегляду фільму «Отелло» Рей запросив її на побачення. Щаслива дівчинка поверталась додому. Та на кукурудзяному полі її зупинив їхній сусід — містер Гарві. Він попросив Сьюзі оцінити його новий винахід. Дівчинка намагалася пояснити сусідові, що поспішає, та він наполягав. Містер Гарві викопав сховище в землі. Він розповів Сьюзі, що це будиночок для дитячих ігор. Проте вона зробила спробу втекти й побігла додому. Та дорогою додому Сьюзі проходить через Рут (дивна дівчина, що вчиться з нею в одній школі, і живе неподалік від сміттєвої ями. За словами Сьюзі, Рут бачить набагато більше, аніж усі навколишні, у тому числі мертвих). Так Сьюзі розуміє, що вона загинула.
У своєму будинку Сьюзен не змогла знайти батьків, а потім потрапила до будинку свого вбивці — містера Гарві. Він приймає ванну, щоби змити з себе її кров.
Тіла Сьюзен так і не знайшли, проте в ямі на кукурудзяному полі біля школи було знайдено її речі й багато крові.
В іншому світі Сьюзі знайомиться з дівчинкою (Голлі), яка погоджується проводжати її. Та вона не хоче залишати батьків і хоче покарати містера Гарві.
Ебігейл та Джек важко переживають втрату дитини. Жінка втікає до Каліфорнії, де влаштовується на роботу. Джек намагається знайти вбивцю доньки. У цей час бабуся Лінн виховує Ліндсі та Баклі.
Джек проявляв плівки Сьюзен та перевіряв усіх, кого було зображено на фото (оскільки Сьюзен зійшла з дороги, якою вона поверталася додому, її зупинила знайома людина). Так із часом він став запідозрювати містера Гарві.
Насправді сусід виявився маніяком-вбивцею, на совісті якого вже багато людських смертей (жінок та дівчат). Після Сьюзі він розпочинає задумувати вбивство її сестри — Ліндсі (для цього будує схованку з гілок дерева на своєму подвір'ї).

Рейчел Вайс у ролі Ебігейл Селмон (мати Сьюзі) (кадр із к/ф)

Не сподіваючись на допомогу поліції, Джек захотів уласноруч помститися Гарві, тому слідкував за ним із битою. Маніяк заховався в кукурудзяному полі, і там, замість убивці, Джек натрапив на закохану пару. Хлопець, захищаючи свою дівчину, сильно побив чоловіка, тому Джек опинився в лікарні.
Ліндсі також стала підозрювати сусіда Гарві в убивстві Сьюзен. Тому, коли він виїхав із будинку, зайшла до його помешкання. Там у спальні вона знайшла зошит із розрахунками та фотографію своєї померлої сестри. Удома вона показала цей зошит бабусі.
Гарві побачив, що в його будинку була Ліндсі й вирішив позбутися тіла Сьюзен, яке він заховав до сейфу у своєму підвалі. Він виїхав із ним за місто та викинув до сміттєвої ями. Це бачить Рут. Оскільки душа Сьюзен торкнулася її, дівчина відчуває присутність померлої.
Сьюзен не хотіла залишати світ людей тому, що в неї було призначено перше побачення з коханим хлопцем, на яке вона не змогла потрапити. Після загибелі Сьюзен Рей розпочав зустрічатися з Рут. І в момент, коли Гарві скидав сейф у яму, вона проводила час вдома з Реєм. Раптом Рут утратила свідомість, і замість неї з'явилася Сьюзен, яка поцілувала Рея. Після цього вона змогла полетіти до раю разом з іншими жертвами містера Гарві.
Поступово в родині Селмонів наступає спокій. Мати повернулася додому та змогла пережити втрату дитини. Ліндсі зустріла своє кохання й чекає на дитину.
Гарві так і не було покарано, проте під час того, як він шукав нову жертву, на нього впала бурулька, і він зірвався з обриву.
У кінці фільму Сьюзі Селмон, яка померла в 14 років, бажає всім жити довго та щасливо.

## У ролях

Голлі та Сьюзі після смерті (кадр із фільму)

| Актор           | Роль                              |
| --------------- | --------------------------------- |
| Сірша Ронан     | Сьюзі Селмон                      |
| Стенлі Туччі    | Джордж Гарві                      |
| Марк Волберг    | Джек Селмон (батько Сьюзі)        |
| Рейчел Вейш     | Ебігейл Селмон (мати Сьюзі)       |
| Роуз МакАйвер   | Ліндсі Селмон (сестра Сьюзі)      |
| Майкл Імперіолі | Лен Фенермен (детектив)           |
| Сьюзен Сарандон | Лінн (бабуся Сьюзі, мати Ебігейл) |
| Ріс Річі        | Рей                               |
| Керолін Дандо   | Рут                               |
| Аманда Мішалка  | Клариса                           |
| Джейк Абель     | Браян Нельсон                     |

## Касові збори
У США кінострічка зібрала $44,028,238, у решті світу — $44,600,000 (загальна кількість — $88,628,238)

## Критика
На сайті Rotten Tomatoes фільм отримав оцінку в 32 % (66 позитивних відгуків і 140 негативних). На сайті Metacritic 36-ма критичними відгуками кінострічка отримала оцінку 42.
Кінокритик Роджер Еберт нагородив фільм «Милі кістки» 1,5 зірками з 5, і назвав фільм «помилкою Джексона».

## Нагороди

Стенлі Туччі в ролі маніяка-вбивці Джорджа Гарві (кадр із фільму)

### Номінації
- Оскар — Найкращий другорядний актор (Стенлі Туччі)
- Золотий глобус — Найкраще виконання другорядної ролі (Стенлі Туччі)[7]
- Нагорода гільдії кіноакторів США — Найкраще виконання чоловічої другорядної ролі (Стенлі Туччі)

### Перемоги
- Ірландська кіно- та теленагорода — Найкраще виконання головної ролі (Сірша Ронан)